# ساندرو برتيني
أليساندرو برتيني (بالإيطالية: Sandro Pertini)‏ (25 سبتمبر 1896 - 24 فبراير 1990) الملقب بساندرو، هو اشتراكي إيطالي شغل منصب الرئيس السابع للجمهورية الإيطالية بين 1978 و1985.
ولد في ستيلا بمقاطعة سافونا وكان أستاذه في الفلسفة اشتراكيا إصلاحيا، الأمر الذي ساهم في نهجه إلى الاشتراكية وقدمه على الأرجح إلى الدوائر الداخلية للحركة العمالية في ليغوريا. حصل على شهادة في القانون من جامعة جنوة.

## حياته

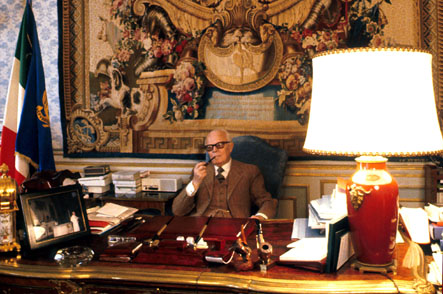
برتيني في مكتبه

كان ساندرو بيرتيني ضد مشاركة إيطاليا في الحرب العالمية الأولى، ولكنه خدم كملازم ومنحت له ميداليات عدة للشجاعة. في عام 1918 انضم إلى الحزب الاشتراكي الموحد ثم استقر في فلورنسا حيث تخرج أيضا في العلوم السياسية مع أطروحة بعنوان لوس انجليس لمنظمة التعاون 1924. تعرض للضرب على أيدي جماعة القمصان السود الفاشية في مناسبات عدة، ولكنه لم يفقد الإيمان في أفكاره.

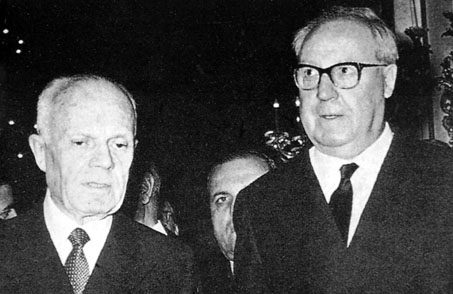
ساندرو في العام 1979

## وصلات خارجية
- ساندرو برتيني على موقع الموسوعة البريطانية (الإنجليزية)
- ساندرو برتيني على موقع مونزينجر (الألمانية)
- ساندرو برتيني على موقع ديسكوغز (الإنجليزية)

- http://www.pertini.it/eng_bio.htm

الرئيس برتيني يحضر المباراة النهائية بين إيطاليا وألمانيا 1982 على يوتيوب